# Người nhện
Người Nhện (tiếng Anh: Spider-Man) là một siêu anh hùng xuất hiện trong các cuốn truyện tranh Mỹ xuất bản bởi Marvel Comics. Được tạo bởi nhà văn-biên tập viên Stan Lee và họa sĩ Steve Ditko, anh ấy xuất hiện lần đầu trong tuyển tập truyện tranh Amazing Fantasy #15 (tháng 8 năm 1962) trong Thời kỳ Bạc của truyện tranh. Anh đã được giới thiệu trong các cuốn truyện tranh, phim truyền hình, điện ảnh, trò chơi điện tử, tiểu thuyết và các vở kịch.
Danh tính bí mật của Người Nhện là Peter Benjamin Parker, một học sinh trung học tuổi teen và một đứa trẻ mồ côi được nuôi dưỡng bởi Dì May và Chú Ben của anh ở Thành phố New York sau khi cha mẹ của anh ấy Richard và Mary Parker qua đời trong một vụ tai nạn máy bay. Lee và Ditko để nhân vật đối phó với những khó khăn của tuổi mới lớn và các vấn đề tài chính, đồng thời cho anh ta nhiều nhân vật phụ, như Flash Thompson, J. Jonah Jameson, và Harry Osborn; những mối tình Gwen Stacy, Mary Jane Watson, và Black Cat; và những kẻ thù như Green Goblin, Doctor Octopus, và Venom. Trong câu chuyện gốc của mình, Người Nhện có được sức mạnh siêu phàm và khả năng của nhện sau khi bị cắn bởi một con nhện phóng xạ; chúng bao gồm sức mạnh siêu phàm, sự nhanh nhẹn, phản xạ, sức chịu đựng, độ bền, khả năng phối hợp và thăng bằng, bám vào bề mặt và trần nhà như một con nhện và phát hiện nguy hiểm bằng khả năng nhận thức trước được gọi là "giác quan nhện". Anh cũng chế tạo các thiết bị "web-shooter" (máy bắn tơ) gắn trên cổ tay để bắn tơ nhện nhân tạo do chính anh thiết kế, được sử dụng cho cả chiến đấu và lướt web khắp thành phố. Peter Parker ban đầu sử dụng sức mạnh của mình vì lợi ích cá nhân, nhưng sau khi chú Ben của anh bị giết bởi một tên cướp mà Peter không ngăn chặn, anh bắt đầu sử dụng sức mạnh của mình để chống lại tội phạm bằng cách trở thành siêu anh hùng được biết đến với cái tên Người Nhện.
Khi Người Nhện lần đầu tiên xuất hiện vào đầu những năm 1960, thanh thiếu niên trong truyện tranh siêu anh hùng thường được xếp vào vai cộng sự cho nhân vật chính. Loạt truyện tranh Người Nhện đã gây chấn động khi giới thiệu Peter Parker, một học sinh trung học đến từ Queens, New York, với tư cách là danh tính bí mật của Người Nhện, người có "nỗi ám ảnh về bản thân với sự từ chối, sự kém cỏi và sự cô đơn" là vấn đề đối với mà độc giả trẻ có thể liên tưởng. Mặc dù Người Nhện có tất cả các đặc điểm của một người bạn đồng hành, nhưng không giống như các anh hùng tuổi teen trước đây như Bucky và Robin, Người Nhện không có người cố vấn siêu anh hùng như Captain America và Người Dơi; anh đã rút ra bài học cho bản thân rằng "sức mạnh càng lớn trách nhiệm càng cao" — một dòng có trong hộp văn bản ở ô bảng cuối cùng của câu chuyện gốc của Người Nhện đầu tiên nhưng sau đó được quy về hồi tố cho chú Ben Parker quá cố.
Marvel đã giới thiệu Người Nhện trong nhiều loạt truyện tranh, đầu tiên và lâu dài nhất trong số đó là The Amazing Spider-Man. Trong những năm qua, nhân vật Peter Parker đã phát triển từ một học sinh trung học thành phố New York nhút nhát, mọt sách thành một sinh viên đại học rắc rối nhưng hướng ngoại, một giáo viên trung học đã kết hôn và vào cuối những năm 2000, một nhiếp ảnh gia tự do độc thân. Vào những năm 2000, anh tham gia Avengers. Doctor Octopus cũng lấy danh tính cho một cốt truyện kéo dài từ 2012–2014, sau một cốt truyện hoán đổi thân xác trong đó Peter dường như đã chết. Marvel cũng đã xuất bản truyện tranh có các phiên bản thay thế của Người Nhện, bao gồm Spider-Man 2099, kể về cuộc phiêu lưu của Miguel O'Hara, Người Nhện của tương lai; Ultimate Spider-Man, kể về cuộc phiêu lưu của Peter Parker tuổi thiếu niên trong vũ trụ thay thế; và sau đó là Ultimate Comics: Spider-Man, miêu tả một thiếu niên tên Miles Morales, người đảm nhận vai trò Người Nhện sau cái chết rõ ràng của Ultimate Peter Parker. Miles sau đó trở thành một siêu anh hùng theo đúng nghĩa của mình và được đưa vào dòng chính thống, nơi anh ấy đôi khi làm việc cùng với Peter.
Người Nhện là một trong những siêu anh hùng nổi tiếng và thành công nhất về mặt thương mại. Anh ấy đã xuất hiện trên vô số hình thức truyền thông, bao gồm một số phim truyền hình hoạt hình bao gồm loạt phim hoạt hình gốc đầu tiên Spider-Man với Paul Soles lồng tiếng cho Người Nhện, một phim truyền hình live-action, báo in ấn truyện tranh, và nhiều loạt phim điện ảnh. Người Nhện lần đầu tiên được đóng vai live-action bởi Danny Seagren trong Spidey Super Stories, một tiểu phẩm định kỳ trên The Electric Company từ 1974 đến 1977. Trong các bộ phim live-action, Người Nhện đã được thể hiện bởi các diễn viên Tobey Maguire trong bộ ba Spider-Man của Sam Raimi, bởi Andrew Garfield trong hai phim đạo diễn bởi Marc Webb, và trong Vũ trụ Điện ảnh Marvel bởi Tom Holland. Reeve Carney đóng vai chính ban đầu là Người Nhện trong tác phẩm nhạc kịch Broadway năm 2010 Spider-Man: Turn Off the Dark. Người Nhện cũng được lồng tiếng bởi Jake Johnson và Chris Pine trong bộ phim hoạt hình Spider-Man: Into the Spider-Verse. Người Nhện đã được đón nhận nồng nhiệt với tư cách là một siêu anh hùng và nhân vật truyện tranh, và anh thường được xếp hạng là một trong những siêu anh hùng truyện tranh nổi tiếng và mang tính biểu tượng nhất mọi thời đại và là một trong những nhân vật nổi tiếng nhất trong mọi tiểu thuyết.

## Lịch sử xuất bản

### Sáng tạo và phát triển

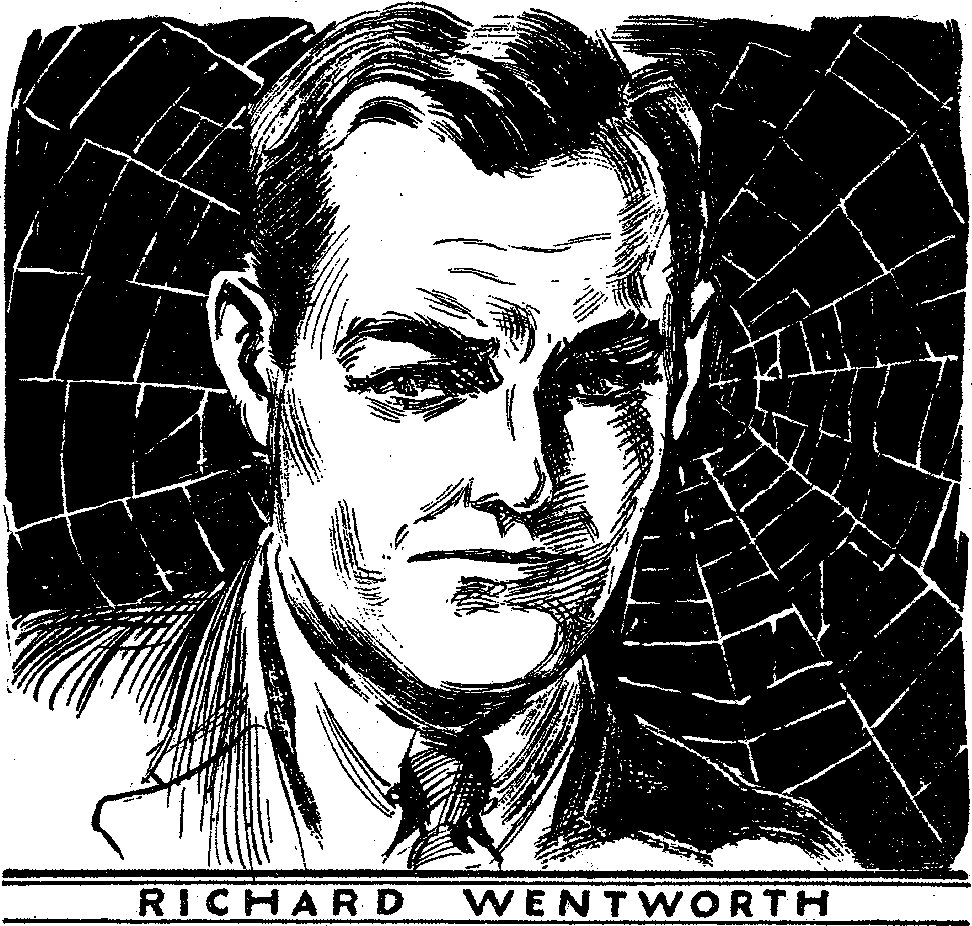
Richard Wentworth a.k.a. Spider trên tạp chí bột giấy The Spider. Stan Lee tuyên bố Spider có ảnh hưởng đến việc tạo ra Người Nhện.

Năm 1962, với sự thành công của Fantastic Four, biên tập viên kiêm biên kịch chính của Marvel Comics Stan Lee đã tìm kiếm một ý tưởng siêu anh hùng mới. Anh ấy cho biết ý tưởng về Người Nhện nảy sinh từ nhu cầu truyện tranh của thanh thiếu niên ngày càng tăng và mong muốn tạo ra một nhân vật mà thanh thiếu niên có thể nhận ra.:1 Đối với Fantastic Four, Lee coi Người Nhện là cơ hội để "thoát khỏi hệ thống của mình" những gì anh ấy cảm thấy còn thiếu trong truyện tranh. Trong cuốn tự truyện của mình, Lee đã trích dẫn tạp chí bột giấy chiến binh chống tội phạm Spider không phải là siêu nhân như một người có ảnh hưởng lớn,:130 và trong vô số cuộc phỏng vấn trên báo in và video, Lee nói rằng ông được truyền cảm hứng nhiều hơn khi nhìn thấy một con nhện trèo lên tường — trong cuốn tự truyện của mình, ông đã kể câu chuyện đó thường xuyên đến mức anh ấy không chắc liệu đây có phải là câu chuyện hay không. là đúng. Bên cạnh cái tên, Người Nhện còn bị cả luật pháp và thế giới tội phạm truy nã (chủ đề xác định trong những năm đầu của Người Nhện), và trải qua nhiều năm đấu tranh không ngừng đã phát triển "giác quan thứ sáu" cảnh báo anh ta về nguy hiểm, nguồn cảm hứng rõ ràng cho "giác quan nhện" của Người Nhện. Mặc dù vào thời điểm đó, các siêu anh hùng tuổi teen thường được đặt những cái tên kết thúc bằng "boy", Lee nói rằng anh ấy chọn "Spider-Man" vì anh ấy muốn nhân vật già đi khi bộ truyện phát triển và cảm thấy cái tên "Spider-Boy" sẽ khiến âm thanh nhân vật kém hơn các siêu anh hùng khác. Anh ấy cũng quyết định chèn gạch nối vào tên vì anh ấy cảm thấy nó trông quá giống với Siêu nhân, một siêu anh hùng khác với trang phục màu đỏ và xanh lam bắt đầu bằng chữ "S" và kết thúc bằng "man" (mặc dù nghệ sĩ Steve Ditko dự định nhân vật có trang phục màu cam và tím). Vào thời điểm đó, Lee chỉ phải nhận được sự đồng ý của nhà xuất bản Marvel Martin Goodman để được chấp thuận cho nhân vật. Trong một cuộc phỏng vấn năm 1986, Lee đã mô tả chi tiết những lập luận của mình để vượt qua sự phản đối của Goodman. Cuối cùng, Goodman đã đồng ý tham gia thử nghiệm Người Nhện trong điều mà Lee, trong nhiều cuộc phỏng vấn, đã nhớ lại rằng đâu sẽ là số cuối cùng của loạt tuyển tập khoa học viễn tưởng và siêu nhiên Amazing Adult Fantasy, đã được đổi tên Amazing Fantasy cho vấn đề duy nhất đó, #15 (cover-dated tháng 8 năm 1962, bán ngày 5 tháng 6 năm 1962). Đặc biệt, Lee tuyên bố rằng thực tế là nó đã được quyết định rằng Amazing Fantasy sẽ bị hủy sau số 15 là lý do duy nhất Goodman cho phép ông sử dụng Người Nhện. While this was indeed the final issue, its editorial page anticipated the comic continuing and that "The Spiderman [sic] ... will appear every month in Amazing."
Bất chấp điều đó, Lee đã nhận được sự chấp thuận của Goodman cho cái tên Người Nhện và khái niệm "thanh thiếu niên bình thường" và tiếp cận nghệ sĩ Jack Kirby. Như nhà sử học truyện tranh Greg Theakston kể lại, Kirby nói với Lee về một nhân vật chưa được xuất bản mà anh ấy đã hợp tác với Joe Simon vào những năm 1950, trong đó một cậu bé mồ côi sống với một cặp vợ chồng già tìm thấy một chiếc nhẫn ma thuật ban cho anh ta sức mạnh siêu phàm. Lee và Kirby "ngay lập tức ngồi xuống để thảo luận về câu chuyện," Theakston viết, và Lee sau đó đã chỉ đạo Kirby khắc họa nhân vật và vẽ một số trang. Steve Ditko sẽ là người vẽ. Khi Kirby cho Lee xem sáu trang đầu tiên, Lee nhớ lại, "Tôi ghét cách anh ấy làm! Không phải anh ấy làm tệ—đó không phải là nhân vật mà tôi muốn; nó quá anh hùng".:12 Lee quay sang Ditko, người đã phát triển một phong cách hình ảnh mà Lee thấy ưng ý. Ditko nhớ lại:
Một trong những điều đầu tiên tôi làm là thiết kế trang phục. Một phần quan trọng, trực quan của nhân vật. Tôi phải biết anh ấy trông như thế nào ... trước khi tôi thực hiện bất kỳ sự cố nào. Ví dụ: Sức mạnh đeo bám để anh ta không có giày hoặc ủng cứng, súng bắn cổ tay ẩn so với súng web và bao súng, v.v. ... Tôi không chắc Stan có thích ý tưởng che mặt nhân vật không nhưng Tôi đã làm điều đó bởi vì nó che giấu một khuôn mặt rõ ràng là trẻ con. Nó cũng sẽ thêm bí ẩn cho nhân vật ...

Mặc dù tác phẩm nghệ thuật bên trong là của một mình Ditko, nhưng Lee đã từ chối ảnh bìa của Ditko và ủy quyền cho Kirby vẽ một bức bìa mà Ditko đã viết mực. Như Lee đã giải thích vào năm 2010, "Tôi nghĩ rằng tôi đã nhờ Jack phác thảo một trang bìa cho nó bởi vì tôi luôn rất tin tưởng vào các trang bìa của Jack."
Trong hồi ức ban đầu về quá trình tạo nhân vật, Ditko đã mô tả những đóng góp của anh ấy và Lee trong một cuộc phỏng vấn qua thư với Gary Martin được đăng trên Comic Fan #2 (hè 1965): "Stan Lee đã nghĩ ra cái tên này. Tôi đã làm trang phục, mánh lới quảng cáo web trên cổ tay và tín hiệu nhện." Vào thời điểm đó, Ditko chia sẻ một xưởng vẽ ở Manhattan với nghệ sĩ ái vật nổi tiếng Eric Stanton, một người bạn cùng lớp ở trường nghệ thuật, trong một cuộc phỏng vấn năm 1988 với Theakston, đã nhớ lại rằng mặc dù đóng góp của anh ấy cho Người Nhện là "gần như không", anh ấy và Ditko đã "làm việc trên các bảng phân cảnh cùng nhau và tôi đã thêm một vài ý tưởng. Nhưng toàn bộ mọi thứ đều do Steve tự tạo ra... Tôi nghĩ rằng tôi đã thêm công việc kinh doanh về các trang web ra khỏi tay anh ấy.":14 Ditko đã tuyên bố trong một cuộc phỏng vấn hiếm hoi với Jonathan Ross rằng bộ trang phục ban đầu được hình dung với tông màu cam và tím thay vì màu đỏ và xanh lam nổi tiếng hơn.

Amazing Fantasy #15 (tháng 8 năm 1962) lần đầu giới thiệu nhân vật. Đó là cửa ngõ dẫn đến thành công thương mại cho siêu anh hùng và truyền cảm hứng cho sự ra mắt của cuốn truyện tranh The Amazing Spider-Man. Ảnh bìa của người vẽ chì Jack Kirby và người viết mực Steve Ditko

Kirby phản đối phiên bản câu chuyện của Lee và khẳng định Lee ít tham gia vào việc tạo ra nhân vật. Theo Kirby, ý tưởng về Người Nhện bắt nguồn từ Kirby và Joe Simon, những người vào những năm 1950 đã phát triển một nhân vật có tên là Silver Spider cho tập truyện tranh của Crestwood Publications Black Magic, nhân vật sau đó đã không được sử dụng. Simon, trong cuốn tự truyện năm 1990 của mình, đã phản bác lời kể của Kirby, khẳng định rằng  Black Magic  không phải là một yếu tố và ông (Simon) đã nghĩ ra cái tên này "Spider-Man" (sau đó đổi thành "The Silver Spider"), trong khi Kirby phác thảo câu chuyện và sức mạnh của nhân vật. Simon sau đó giải thích thêm rằng quan niệm về tính cách của anh ấy và Kirby đã trở thành cơ sở cho siêu anh hùng Archie Comics của Simon, Fly. Nghệ sĩ Steve Ditko nói rằng Lee thích cái tên Hawkman từ DC Comics, và "Spider-Man" là kết quả tự nhiên của sự quan tâm đó.
Simon đồng tình rằng Kirby đã cho Lee xem phiên bản Người Nhện gốc, người thích ý tưởng này và giao cho Kirby vẽ các trang mẫu về nhân vật mới nhưng không thích kết quả—trong mô tả của Simon, "Captain America với mạng nhện". Nhà văn Mark Evanier lưu ý rằng lý do của Lee rằng nhân vật của Kirby quá anh hùng dường như không thể xảy ra — Kirby vẫn vẽ bìa cho Amazing Fantasy #15 và số đầu tiên của The Amazing Spider-Man. Evanier cũng phản đối lý do Kirby đưa ra rằng anh ấy "quá bận" để vẽ Người Nhện ngoài các nhiệm vụ khác của anh ấy vì Kirby, Evanier nói, "luôn bận rộn".:127 Cả lời giải thích của Lee và Kirby đều không giải thích được tại sao các yếu tố chính của câu chuyện như chiếc nhẫn ma thuật lại bị loại bỏ; Evanier nói rằng lời giải thích hợp lý nhất cho sự thay đổi đột ngột là Goodman, hoặc một trong những trợ lý của anh ấy, đã quyết định rằng Người Nhện, như được vẽ và hình dung bởi Kirby, quá giống với Fly.:127
Tác giả và học giả Ditko Blake Bell viết rằng chính Ditko đã ghi nhận những điểm tương đồng với Fly. Ditko nhớ lại rằng "Stan đã gọi cho Jack về Fly", thêm rằng "[vài] ngày sau đó, Stan nói với tôi rằng tôi sẽ viết các phân tích bảng câu chuyện từ bản tóm tắt của Stan." Tại thời điểm này, bản chất của dải đã thay đổi. "Chiếc nhẫn ma thuật, Người Nhện trưởng thành và bất kỳ ý tưởng huyền thoại nào mà câu chuyện về Người Nhện sẽ chứa đựng đã biến mất." Lee đã cho Ditko tiền đề về một thiếu niên bị nhện cắn và phát triển sức mạnh, tiền đề mà Ditko sẽ mở rộng đến mức anh ta trở thành thứ mà Bell mô tả là "nghệ sĩ làm việc cho thuê đầu tiên trong thế hệ của anh ấy tạo ra và kiểm soát mạch tường thuật trong series của anh ấy". Về vấn đề tạo ra ban đầu, Ditko nói, "Tôi vẫn không biết ý tưởng về Người Nhện là của ai". Tuy nhiên, Ditko đã xem phiên bản Người Nhện đã xuất bản là một sáng tạo riêng biệt với phiên bản mà anh ấy đã thấy trong năm trang viết bằng bút chì mà Kirby đã hoàn thành. Để hỗ trợ điều này, Ditko đã sử dụng phép loại suy của Kirby/Marvel Thor, dựa trên tên/ý tưởng của một nhân vật trong thần thoại Bắc Âu: "Nếu Thor của Marvel là một tác phẩm hợp lệ được tạo ra bởi Jack, tác phẩm của anh ấy, thì tại sao không phải là Spider-Man của Stan và tôi tạo ra tác phẩm hợp lệ, tác phẩm của chúng tôi?"
Kirby lưu ý trong một cuộc phỏng vấn năm 1971 rằng chính Ditko là người "đã khiến Người nhện lăn lộn, và điều đó đã gây chú ý vì những gì anh ấy đã làm". Lee, trong khi khẳng định công lao cho ý tưởng ban đầu, đã thừa nhận vai trò của Ditko, nói rằng, "Nếu Steve muốn được gọi là người đồng sáng tạo, tôi nghĩ anh ấy xứng đáng với [điều đó]". Ông đã nhận xét thêm rằng thiết kế trang phục của Ditko là chìa khóa thành công của nhân vật; vì bộ trang phục bao phủ hoàn toàn cơ thể Người Nhện nên mọi người thuộc mọi chủng tộc có thể hình dung mình bên trong bộ trang phục và do đó dễ dàng nhận ra nhân vật hơn.

### Thành công thương mại
Vài tháng sau khi Người Nhện được giới thiệu, nhà xuất bản Goodman đã xem xét số liệu bán hàng của số báo đó và bị sốc khi biết đây là một trong những truyện tranh bán chạy nhất của Marvel..:97 Tiếp theo là series truyện đang kéo dài solo, bắt đầu với The Amazing Spider-Man #1 (cover-dated tháng 3 năm 1963). Tiêu đề cuối cùng đã trở thành bộ truyện bán chạy nhất của Marvel:211 với nhân vật nhanh chóng trở thành một biểu tượng văn hóa; một cuộc thăm dò của Esquire năm 1965 của các trường đại học cho thấy các sinh viên đại học đã xếp hạng Người Nhện và người hùng cùng hãng Marvel Hulk cùng với Bob Dylan và Che Guevara là biểu tượng cách mạng yêu thích của họ. Một người được phỏng vấn đã chọn Người Nhện vì anh ta "bị bủa vây bởi những tai ương, vấn đề tiền bạc và câu hỏi về sự tồn tại. Nói tóm lại, anh ấy là một trong số chúng ta.":223 Sau sự ra đi của Ditko sau số 38 (tháng 7 năm 1966), John Romita Sr. đã thay thế anh ấy làm penciller và sẽ vẽ bộ truyện trong vài năm tới. Năm 1968, Romita cũng sẽ vẽ những câu chuyện dài hơn về nhân vật này trên tạp chí truyện tranh The Spectacular Spider-Man, một tiểu thuyết đồ họa proto được thiết kế để thu hút độc giả lớn tuổi. Nó chỉ tồn tại trong hai số báo, nhưng nó đại diện cho ấn phẩm phụ về Người Nhện đầu tiên, ngoài bộ truyện gốc mùa hè Hàng năm' bắt đầu từ năm 1964.
Một câu chuyện về Người Nhện đầu những năm 1970 cuối cùng đã dẫn đến việc sửa đổi Comics Code. Trước đây, Bộ luật cấm mô tả việc sử dụng chất cấm, thậm chí là tiêu cực. Tuy nhiên, vào năm 1970, Bộ Y tế, Giáo dục và Phúc lợi của chính quyền Nixon đã yêu cầu Stan Lee xuất bản một thông điệp chống ma túy trong một trong những tựa sách bán chạy nhất của Marvel.:239 Lee đã chọn The Amazing Spider-Man; bán chạy nhất các số #96–98 (tháng 5–7 năm 1971) có câu chuyện mô tả những tác động tiêu cực của việc sử dụng ma túy. Trong câu chuyện, bạn của Peter Parker Harry Osborn trở nên nghiện thuốc. Khi Người Nhện chiến đấu với Green Goblin (Norman Osborn, cha của Harry), Người Nhện đã đánh bại anh ta bằng cách tiết lộ chứng nghiện ma túy của Harry. Mặc dù câu chuyện có thông điệp chống ma túy rõ ràng, nhưng Comics Code Authority đã từ chối cấp con dấu phê duyệt. Tuy nhiên, Marvel đã xuất bản ba số báo mà không có sự chấp thuận hoặc đóng dấu của Comics Code Authority. Các số phát hành bán chạy đến mức cơ chế tự kiểm duyệt của ngành bị cắt giảm và Bộ luật sau đó đã được sửa đổi.:239
Năm 1972, loạt truyện đang diễn ra hàng tháng thứ hai với sự tham gia của Người Nhện bắt đầu: Marvel Team-Up, trong đó Người Nhện được ghép đôi với các siêu anh hùng và siêu ác nhân khác. Kể từ thời điểm đó, nhìn chung đã có ít nhất hai loạt truyện Người Nhện đang diễn ra bất cứ lúc nào. Năm 1976, series solo thứ hai của anh ấy, Peter Parker, the Spectacular Spider-Man bắt đầu chạy song song với loạt truyện chính. Series thứ ba có mặt Người Nhện, Web of Spider-Man, ra đời năm 1985 để thay thế Marvel Team-Up. Sự ra mắt của một tiêu đề hàng tháng thứ tư vào năm 1990, Spider-Man "không tính từ" (với cốt truyện "Torment"), được viết và vẽ bởi họa sĩ nổi tiếng Todd McFarlane, ra mắt với một số bìa khác nhau, tất cả đều có nội dung bên trong giống nhau. Các phiên bản khác nhau đã bán được hơn 3 triệu bản, một kỷ lục trong ngành vào thời điểm đó. Nhiều số miniseries, one-shot, và truyện tranh liên quan lỏng lẻo cũng đã được xuất bản và Người Nhện thường xuyên xuất hiện cameo và xuất hiện với tư cách khách mời trong các bộ truyện tranh khác. Năm 1996, The Sensational Spider-Man được tạo ra để thay thế Web of Spider-Man.
Năm 1998, nhà văn-nghệ sĩ John Byrne đã tân trang lại nguồn gốc của Người Nhện trong series giới hạn 13 số Spider-Man: Chapter One (tháng 12 năm 1998 – tháng 10 năm 1999), tương tự như việc Byrne thêm chi tiết và một số sửa đổi về nguồn gốc của Superman trong The Man of Steel của DC Comics. Đồng thời, The Amazing Spider-Man bản gốc đã kết thúc với số 441 (tháng 11 năm 1998) và The Amazing Spider-Man đã được khởi động lại với vol. 2, #1 (tháng 1 năm 1999). Năm 2003, Marvel giới thiệu lại cách đánh số ban đầu cho The Amazing Spider-Man và những gì sẽ là vol. 2, số 59 trở thành số 500 (tháng 12 năm 2003).
Khi loạt truyện gốc The Amazing Spider-Man đến số 545 (tháng 12 năm 2007), Marvel đã bỏ loạt truyện phụ đang diễn ra và thay vào đó bắt đầu xuất bản The Amazing Spider-Man ba lần mỗi tháng, bắt đầu từ #546–548 (tất cả tháng 1 năm 2008). Lịch trình ba lần mỗi tháng của The Amazing Spider-Man kéo dài cho đến tháng 11 năm 2010, khi truyện tranh được tăng từ 22 trang lên 30 trang mỗi số và chỉ xuất bản hai lần một tháng, bắt đầu với số 648–649 (cả hai đều vào tháng 11 năm 2010). Năm sau, Marvel ra mắt Avenging Spider-Man là loạt phim phụ đầu tiên đang diễn ra ngoài loạt truyện The Amazing Spider-Man vẫn còn hai lần hàng tháng kể từ khi những cái trước đó đã bị hủy bỏ vào cuối năm 2007. Loạt truyện Amazing tạm thời kết thúc với số #700 vào tháng 12 năm 2012 và được thay thế bởi The Superior Spider-Man, trong đó có Doctor Octupus đóng vai trò là Người Nhện mới, tâm trí của hắn ta đã chiếm lấy cơ thể của Peter Parker. Superior là một thành công thương mại to lớn cho Marvel, và kéo dài 31 số truyện trước khi Peter Parker thực sự trở lại trong một phiên bản mới được tái phát hành The Amazing Spider-Man #1 vào tháng 4 năm 2014.
Sau sự kiện crossover Secret Wars năm 2015, một số tựa game liên quan đến Người Nhện đã được khởi chạy lại hoặc được tạo như một phần của sự kiện "All-New, All-Different Marvel". Trong số đó, The Amazing Spider-Man cũng được khởi chạy lại và chủ yếu tập trung vào việc Peter Parker tiếp tục điều hành Parker Industries và trở thành một doanh nhân thành đạt đang hoạt động trên toàn thế giới.

## Tiểu sử nhân vật hư cấu

### Những năm đầu
Ở Forest Hills, Queens, Thành phố New York, học sinh Trường Trung học Midtown Peter Benjamin Parker là một đứa trẻ mồ côi đam mê khoa học sống với Chú Ben và Dì May của mình. Như được mô tả trong Amazing Fantasy #15 (tháng 8 năm 1962), anh bị cắn bởi một con nhện phóng xạ (được phân loại nhầm thành côn trùng trong bảng điều khiển) tại một cuộc triển lãm khoa học và "có được sự nhanh nhẹn và sức mạnh tương ứng của loài nhện". Cùng với khả năng thể thao cao, Parker có khả năng bám vào tường và trần nhà. Nhờ sở trường về khoa học của mình, anh đã phát triển một thiết bị cho phép anh bắn mạng nhện kết dính do chính mình thiết kế thông qua những chiếc thùng nhỏ gắn trên cổ tay. Ban đầu tìm cách tận dụng những khả năng mới của mình, Parker mặc một bộ trang phục và, với tư cách "Người Nhện", trở thành một ngôi sao truyền hình mới lạ. Tuy nhiên, "Anh vô tình bỏ qua cơ hội để ngăn chặn một trên cướp đang chạy trốn, [và] sự thờ ơ của anh ta trớ trêu thay lại bắt kịp anh khi chính tên tội phạm đó sau đó đã cướp và giết chú Ben của anh." Người Nhện theo dõi và khuất phục kẻ giết người và học được rằng, trong chú thích cuối cùng của câu chuyện, "Sức mạnh càng lớn—trách nhiệm càng cao!"
Trong The Amazing Spider-Man; số #1 (tháng 3 năm 1963), bất chấp siêu năng lực của mình, Peter đấu tranh để giúp dì May góa bụa của mình trả tiền thuê nhà, bị Flash chế nhạo, và với tư cách là Người Nhện, anh tiếp tục chiến đấu chống tội phạm và cứu thành phố, nhưng những hành động anh hùng của anh đã gây ra cơn thịnh nộ của chủ tòa soạn báo viết Daily Bugle, J. Jonah Jameson, người có ác cảm với Người Nhện, tiếp tục đưa ra những tuyên bố sai sự thật về Người Nhện bất chấp chủ nghĩa anh hùng của anh ta. Peter được ông Jameson thuê làm nhiếp ảnh gia freelancer để chụp ảnh Người Nhện, nhưng ông ta không biết rằng Người Nhện chính là Peter Parker. Người Nhện chiến đấu với những kẻ thù của anh bao gồm những siêu phản diện có siêu năng lực và không có siêu năng lực - kẻ thù không đội trời chung của anh được gọi là Green Goblin, sau đó là Doctor Octopus, Sandman, Chameleon, Lizard, Vulture, Kraven the Hunter, Electro, và Mysterio, đánh bại chúng từng người một - nhưng Peter cảm thấy khó khăn trong việc sắp xếp cuộc sống cá nhân và những cuộc phiêu lưu đắt giá. Trong thời gian đó, Peter tốt nghiệp trung học và ghi danh vào Đại học Empire State (một ngôi trường hư cấu lấy cảm hứng từ Đại học Columbia và Đại học New York ngoài đời thực), nơi anh gặp bạn cùng phòng và bạn thân Harry Osborn và bạn gái Gwen Stacy, và dì May giới thiệu anh với Mary Jane Watson. Khi Peter giải quyết các vấn đề về ma túy của Harry và cha của Harry, Norman Osborn, được tiết lộ là Green Goblin, Peter cố gắng từ bỏ danh tính mặc trang phục của mình trong một thời gian. Cha của Gwen Stacy, Đội trưởng điều tra của Cảnh sát thành phố New York George Stacy, vô tình bị giết trong trận chiến giữa Spider-Man và Doctor Octopus (số #90, tháng 11 năm 1970).

### Thập niên 1970
Trong số #121 (tháng 6 năm 1973), Green Goblin thả Gwen Stacy từ một tòa tháp của Cầu Brooklyn (như được mô tả trong tác phẩm nghệ thuật) hoặc Cầu George Washington (như được đưa ra trong văn bản). Cô ấy chết trong nỗ lực giải cứu Người Nhện, và Người Nhện thề sẽ trả thù kẻ thù của mình; một ghi chú trên trang thư của số 125 cho biết: "Chúng tôi rất buồn khi phải nói rằng ảnh hưởng cột sống mà cô ấy đã trải qua khi mạng lưới của Spidey dừng cô ấy lại quá đột ngột, trên thực tế, chính là thứ đã giết chết cô ấy." Trong số tiếp theo, Người Nhện tấn công trả thù và chế ngự Green Goblin, kẻ dường như đã vô tình tự sát trong trận chiến sau đó với Người Nhện.
Vượt qua nỗi đau của mình, Peter cuối cùng nảy sinh tình cảm ngập ngừng với Mary Jane, và cả hai "trở thành bạn tâm giao hơn là người yêu". Một mối quan hệ lãng mạn cuối cùng cũng phát triển, với việc Parker cầu hôn cô ấy trong số #182 (tháng 7 năm 1978), và bị từ chối sau đó.. Parker tiếp tục tốt nghiệp đại học trong #185, và dính líu đến Debra Whitman nhút nhát và tên trộm mặc trang phục hướng ngoại, thích tán tỉnh Felicia Hardy, hay Black Cat, người mà anh gặp trong số #194 (tháng 7 năm 1979).

### Thập niên 1980

The Amazing Spider-Man #252 (tháng 5 năm 1984): Trang phục màu đen ra mắt gây nhiều tranh cãi cho người hâm mộ. Bộ đồ sau đó được tiết lộ là một sinh vật ngoài hành tinh symbiote và được sử dụng để tạo ra nhân vật phản diện Venom. Tranh bìa của Ron Frenz và Klaus Janson

Từ năm 1984 đến năm 1988, Người Nhện mặc trang phục màu đen với hình con nhện trắng trên ngực. Trang phục mới bắt nguồn từ miniseries Secret Wars, trên một hành tinh xa lạ nơi Người Nhện tham gia vào trận chiến giữa các siêu anh hùng lớn của Trái đất và những siêu ác nhân. Anh ấy tiếp tục mặc trang phục khi trở lại, bắt đầu từ The Amazing Spider-Man #252. Sự thay đổi đối với thiết kế của một nhân vật lâu đời đã vấp phải tranh cãi, "với nhiều người hâm mộ truyện tranh khó tính chê nó tương đương với sự báng bổ. Trang phục màu đỏ và xanh truyền thống của Người Nhện là biểu tượng, họ lập luận, ngang hàng với trang phục của các đối thủ D.C. Siêu Nhân và Người Dơi." Sau đó, những người sáng tạo đã tiết lộ trang phục là của một người ngoài hành tinh symbiote mà Người Nhện có thể từ chối sau một cuộc đấu tranh khó khăn, mặc dù symbiote trở lại nhiều lần dưới dạng Venom để trả thù.
Parker cầu hôn Watson trong The Amazing Spider-Man #290 (tháng 7 năm 1987), và cô ấy chấp nhận trong hai số sau đó, với đám cưới diễn ra trong The Amazing Spider-Man Annual #21 (1987)—quảng bá bằng một đám cưới giả ngoài đời thực sử dụng các diễn viên tại Sân vận động Shea, với sự chủ trì của Stan Lee, vào ngày 5 tháng 6 năm 1987. David Michelinie, người viết kịch bản dựa trên cốt truyện của tổng biên tập Jim Shooter, nói vào năm 2007, "Tôi không nghĩ họ thực sự nên [kết hôn] với nhau. ... Tôi đã có thực sự đã lên kế hoạch cho một phiên bản khác, một phiên bản không được sử dụng." Parker đã xuất bản một cuốn sách về những bức ảnh Người Nhện có tên Webs, và quay trở lại nghiên cứu sau đại học về lĩnh vực hóa sinh Đại học Empire State ở số #310 (tháng 12 năm 1988).

### Thập niên 1990
Trong cốt truyện gây tranh cãi những năm 1990 "Clone Saga", một bản sao của Parker, được tạo ra trong truyện tranh những năm 1970 bởi nhà khoa học điên Miles Warren, hay Jackal, trở lại thành phố New York khi nghe tin sức khỏe của dì May xấu đi. Bản sao đã từng sống ẩn danh là "Ben Reilly", nhưng giờ đây đội lốt siêu anh hùng Scarlet Spider và đồng minh với Parker. Trước sự ngạc nhiên của cả hai, các cuộc kiểm tra mới cho thấy "Reilly" là bản gốc và "Parker" là bản sao. Vấn đề phức tạp hơn, Watson thông báo trong The Spectacular Spider-Man #220 (tháng 1 năm 1995) rằng cô ấy đang mang thai đứa con của Parker. Tuy nhiên, sau đó, Green Goblin (Norman Osborn) hồi sinh đã đầu độc Watson, khiến cô chuyển dạ sớm và cái chết của cô và đứa con gái chưa chào đời của Parker. Green Goblin đã đánh tráo kết quả của bài kiểm tra nhân bản nhằm cố gắng hủy hoại mạng sống của Parker bằng cách khiến anh ta tin rằng mình là bản sao. Reilly bị giết trong khi cứu Parker, trong Peter Parker: Spider-Man #75 (tháng 12 năm 1996), và cơ thể của anh ta ngay lập tức tan thành cát bụi, xác nhận Reilly là bản sao.
Trong số #97 (tháng 11 năm 1998) của loạt truyện thứ hai có tựa đề Peter Parker: Spider-Man, Parker biết rằng dì May của mình đã bị Norman Osborn bắt cóc và cái chết rõ ràng của bà trong The Amazing Spider-Man #400 (April 1995) đã là một trò lừa bịp. Ngay sau đó, trong The Amazing Spider-Man (vol. 2) #13 (#454, tháng 1 năm 2000), Watson dường như đã thiệt mạng trong một vụ nổ máy bay. Cô ấy hóa ra còn sống và khỏe mạnh trong (vol. 2) #28 (#469, tháng 4 năm 2001), nhưng cô ấy và Peter trở nên xa cách trong số truyện sau.

### Thập niên 2000
Người sáng tạo Babylon 5 J. Michael Straczynski bắt đầu viết The Amazing Spider-Man, minh họa bởi John Romita Jr., bắt đầu với (vol. 2) #30 (#471, tháng 6 năm 2001). Hai vấn đề sau đó, Parker, hiện đang làm giáo viên tại trường trung học cũ của mình, gặp Ezekiel bí ẩn, người sở hữu sức mạnh nhện tương tự và gợi ý rằng Parker, đã đạt được những khả năng như vậy, có thể đã không một sự tình cờ—rằng Parker có mối liên hệ với một tinh linh nhện totem. Trong (vol. 2) #37 (#478, tháng 1 năm 2002), May phát hiện ra cháu trai Parker của mình là Người Nhện, dẫn đến sự cởi mở mới trong mối quan hệ của họ. Parker và Watson hòa giải trong (vol. 2) #50 (#491, tháng 4 năm 2003), và trong #512 (tháng 11 năm 2004)—số phát hành ban đầu đã trở lại với số 500—Parker biết được người bạn gái quá cố của mình Gwen Stacy đã có hai người con với Norman Osborn.
Anh tham gia biệt đội siêu anh hùng New Avengers trong New Avengers #1–2. Sau khi những ngôi nhà của họ lần lượt bị phá hủy bởi một người bạn học cũ thời trung học loạn trí, có siêu năng lực, Parker, Watson và May chuyển đến Stark Tower, và Parker bắt đầu làm trợ lý của Tony Stark trong khi lại làm việc tự do cho The Daily Bugle và tiếp tục công việc giảng dạy của mình. Trong câu chuyện 12 phần năm 2005 "The Other", Parker trải qua một sự biến đổi mà phát triển sức mạnh của mình. Trong tập truyện Civil War #2 (tháng 6 năm 2006), một phần của vòng cung chéo toàn công ty của tiêu đề đó, Đạo luật đăng ký siêu nhân của chính phủ Hoa Kỳ khiến Người Nhện tiết lộ danh tính thật của mình một cách công khai. Nỗi bất an ngày càng tăng về Đạo luật đăng ký khiến anh bỏ trốn cùng May và Watson và tham gia hoạt động ngầm chống đăng ký.

Trong số #537 (Dec. 2006), May bị thương nặng bởi một tay bắn tỉa do Wilson Fisk thuê và hôn mê. Parker, tuyệt vọng để cứu cô ấy, sử dụng hết mọi khả năng và thực hiện hiệp ước với chúa quỷ Mephisto, người đã cứu mạng May để đổi lấy việc Parker và Watson đồng ý tổ chức hôn lễ của họ và mọi ký ức về nó biến mất. Trong thực tế đã thay đổi này, danh tính của Người Nhện một lần nữa được giữ bí mật, và trong #545 (tháng 1 năm 2008), Watson trở lại và tỏ ra lạnh lùng với anh ta. Cốt truyện gây tranh cãi "One More Day" đảo ngược phần lớn tính liên tục hư cấu theo lệnh của tổng biên tập Joe Quesada, người đã nói, "Peter độc thân là một phần nội tại của nền tảng của thế giới Người Nhện". Nó đã gây ra xích mích bất thường trước công chúng giữa Quesada và nhà văn Straczynski, người đã "nói với Joe rằng tôi sẽ xóa tên mình khỏi hai số cuối của phần [câu chuyện]", nhưng đã bị bác bỏ. Quesada nói, vấn đề với cao trào của Straczynski trong vòng cung là
...rằng chúng tôi đã không nhận được câu chuyện và phương pháp giải quyết mà tất cả chúng tôi đều mong đợi. Điều khiến điều đó trở nên rất rắc rối là chúng tôi có bốn nhà văn và nghệ sĩ đang tiến hành tốt [phần tiếp theo] "Brand New Day" đang mong đợi và cần "One More Day" kết thúc theo cách mà tất cả chúng tôi đã đồng ý. ... Có thể hiểu được việc chúng tôi phải yêu cầu chuyển câu chuyện về mục đích ban đầu đã khiến Joe khó chịu và gây ra một số sự chậm trễ lớn cũng như tăng số trang trong bộ truyện. Ngoài ra, khoa học mà Joe sẽ áp dụng cho retcon của cuộc hôn nhân sẽ khiến những cuốn sách về Người Nhện trong hơn 30 năm trở nên vô giá trị, bởi vì chúng sẽ không bao giờ xảy ra. ...[Nó] sẽ không thiết lập lại quá nhiều thứ bên ngoài tiêu đề Người Nhện. Chúng tôi không thể đến đó....

Trong sự liên tục mới này, được thiết kế để có những tác động rất hạn chế trong suốt phần còn lại của Vũ trụ Marvel, Parker trở lại làm việc tại Daily Bugle, đã được đổi tên thành DB dưới một nhà xuất bản mới. Anh sớm chuyển sang tờ báo thay thế The Front Line. J. Jonah Jameson trở thành Thị trưởng thành phố New York trong số #591 (tháng 6 năm 2008). Người cha ghẻ lạnh của Jameson, J. Jonah Jameson Sr., kết hôn với May trong số #600 (tháng 9 năm 2009).
Trong "Cuộc xâm lược bí mật" của người ngoài hành tinh thay đổi hình dạng, Skrull, Norman Osborn đã bắn và giết chết nữ hoàng Skrull Veranke. Anh ấy tận dụng thành công được công bố rộng rãi này, định vị mình là giám đốc mới của lực lượng bán quân sự giống như S.H.I.E.L.D. H.A.M.M.E.R. để thúc đẩy chương trình nghị sự của mình, trong khi sử dụng hình ảnh công khai của mình để bắt đầu Dark Avengers của riêng mình. Bản thân Norman lãnh đạo Dark Avengers với tư cách là Iron Patriot, một bộ áo giáp do chính ông tạo ra sau bộ giáp của Người Sắt với màu sắc của Captain America.
Harry được Norman tiếp cận với lời đề nghị làm việc trong Dark Avengers. Sau đó, nó được tiết lộ rằng đó là một mưu mẹo để ép buộc Harry mặc áo giáp American Son, người mà Norman đã lên kế hoạch giết, nhằm tăng thiện cảm của công chúng. Khi Harry có lựa chọn giết Norman, Người Nhện nói rằng hãy chặt đầu anh ta, vì yếu tố chữa bệnh của Norman có thể sửa chữa một cú đánh vào đầu. Người Nhện cũng cảnh báo Harry rằng việc giết Norman sẽ khiến Harry "trở thành đứa con trai mà Norman hằng mong muốn". Thay vào đó, Harry lùi bước và quay lưng lại với cha mình mãi mãi.

### Thập niên 2010
Theo gợi ý của Loki, Norman Osborn tạo ra một lý do để xâm chiếm Asgard, tuyên bố thế giới đặt ra một mối đe dọa an ninh quốc gia. Tuy nhiên, hắn bị đánh bại và cuối cùng bị giam giữ trong trại cải tạo Raft. Xung đột giữa Người Nhện và Doctor Octupus về con trai của Osborn kết thúc khi cha của đứa trẻ được tiết lộ là Harry, người đã rời thị trấn để nuôi nấng cậu bé. Một trong những Octobot của Doctor Octopus đã xoay sở để hoán đổi nhân cách của anh ấy và Người Nhện, khiến Peter bị mắc kẹt trong cơ thể đang hấp hối của Tiến sĩ trong khi hắn đến lượt mình cướp đi mạng sống của Peter. Mặc dù Peter không thể đảo ngược sự thay đổi, nhưng anh đã cố gắng thiết lập một liên kết yếu với tâm trí của Tiến sĩ, buộc anh ta phải hồi tưởng lại tất cả ký ức của mình; Otto hiểu lý tưởng về quyền lực và trách nhiệm của Peter và thề sẽ tiếp tục cuộc sống của Peter với phẩm giá như một "Superior" Spider-Man.
Một phần của Peter vẫn tồn tại trong cơ thể ban đầu của anh ấy dưới dạng tiềm thức. Sau đó, nhận ra rằng anh ấy đã thất bại trong vai trò của mình như là "Superior" Spider-Man, Otto sẵn sàng cho phép Peter lấy lại cơ thể của mình để đánh bại Osborn và cứu Anna Maria Marconi, người yêu của Otto. Sau những sự kiện này, Peter bắt đầu sửa đổi các mối quan hệ bị hủy hoại bởi sự kiêu ngạo và cẩu thả của Otto, cả với tư cách là Peter Parker và Người Nhện. Ông cũng nắm quyền điều hành Parker Industries, một công ty nhỏ do Otto thành lập sau khi rời Horizon Labs.
Peter sớm biết được một người thứ hai đã bị nhện phóng xạ cắn, Cindy Moon. Người Nhện đã lần theo dấu vết của cô ấy và giải thoát cô ấy khỏi boongke thuộc sở hữu của Ezekiel Simms quá cố. Không lâu sau khi giải cứu Cindy, người tiếp tục nhận danh tính siêu anh hùng của riêng mình là Silk, Người Nhện được tiếp cận bởi một nhóm người nhện từ khắp Đa vũ trụ đã liên kết với nhau để chiến đấu với Inheritors, một nhóm ma cà rồng tâm linh đã bắt đầu săn lùng vật tổ nhện của các thực tại khác. During a mission to gather more recruits in A.D. 2099, the Spider-Army stumbled upon another party of spider-people led by a version of Otto Octavius. Together, they neutralized the Inheritors and went their separate ways.
Peter sau đó ngăn chặn một kế hoạch bất chính khác, lần này được đưa ra bởi Jackal. Sau những sự kiện của "Go Down Swinging", Cuộc sống của Peter gặp nhiều vấn đề từ cả hai phía. Với tư cách là Người Nhện, Thị trưởng Fisk đã công khai ủng hộ anh ta, lên án tất cả những người cảnh giác khác nhằm cô lập anh ta khỏi các siêu anh hùng đồng trang lứa. Với tư cách là Peter Parker, bằng cấp học thuật của anh ấy đã bị thu hồi sau khi bị buộc tội đạo văn luận án tiến sĩ của anh ấy từ Octavius, dẫn đến việc anh ấy bị sa thải khỏi Daily Bugle. Mặt khác, Peter lại có quan hệ tình cảm với Mary Jane.. Trong một thời gian ngắn, Peter Parker và Người Nhện bị tách thành những sinh vật riêng biệt do một tai nạn liên quan đến Máy gia tốc bộ gen đồng vị được thiết kế ngược. Peter cuối cùng đã xoay sở để đảo ngược quá trình và hợp nhất hai nửa của mình lại với nhau trước khi tác dụng phụ có thể trở nên tồi tệ hơn và dẫn đến cái chết của họ..

### Thập niên 2020
Kindred sử dụng tội lỗi của Sin-Eater hồi sinh để chiếm hữu Miles Morales, Spider-Gwen, Spider-Woman, Anya Corazon, và Julia Carpenter. Doctor Strange, người quản lý để kiềm chế một Silk bị chiếm hữu, đồng ý giúp Người Nhện. Tuy nhiên, Peter chết khi chiến đấu với Kindred. Trong khi chết, ý thức của Peter nhớ lại ngày định mệnh bắt đầu của One More Day; Kindred sẵn sàng hồi sinh Peter.

## Phẩm chất và chủ đề
Nhà sử học truyện tranh Peter Sanderson
Sally Kempton cho Village Voice đưa ra ý kiến vào năm 1965 rằng "Người Nhện có một vấn đề khủng khiếp về danh tính, mặc cảm rõ rệt, và sợ phụ nữ. Anh ấy là chống đối xã hội, [sic] bị thiến, dằn vặt với cảm giác tội lỗi Oedipal, và dễ bị tai nạn ... [và] loạn thần kinh chức năng". Đau đớn trước những lựa chọn của mình, luôn cố gắng làm điều đúng đắn, anh vẫn bị chính quyền nhìn với ánh mắt nghi ngờ, những người dường như không chắc liệu anh là một cảnh sát hữu ích hay một tên tội phạm thông minh.
Nhà sử học văn hóa Bradford W. Wright ghi chú,
Hoàn cảnh của Người Nhện là bị chính công chúng mà anh thề sẽ bảo vệ hiểu lầm và bức hại. Trong số đầu tiên của The Amazing Spider-Man, J. Jonah Jameson, chủ tòa soạn Daily Bugle, khởi động một chiến dịch biên tập chống lại "mối đe dọa Người Nhện". Kết quả là dư luận tiêu cực làm trầm trọng thêm những nghi ngờ của mọi người về Người Nhện bí ẩn và khiến anh ta không thể kiếm thêm tiền bằng cách biểu diễn. Cuối cùng, báo chí xấu khiến chính quyền coi anh ta là kẻ sống ngoài vòng pháp luật. Trớ trêu thay, Peter cuối cùng cũng nhận được công việc nhiếp ảnh gia cho tờ Daily Bugle của Jameson.:212

Những câu chuyện giữa những năm 1960 phản ánh những căng thẳng chính trị vào thời điểm đó. Đầu những năm 1960, các câu chuyện của Marvel thường đề cập đến Chiến tranh Lạnh và chủ nghĩa cộng sản.:220–223 As Wright observes,
Từ khi bắt đầu học trung học cho đến khi bước vào cuộc sống đại học, Người Nhện vẫn là siêu anh hùng phù hợp nhất với thế giới của những người trẻ tuổi. Thật phù hợp, sau đó, truyện tranh của ông cũng chứa một số tài liệu tham khảo sớm nhất về chính trị của những người trẻ tuổi. Năm 1968, sau cuộc biểu tình của sinh viên của các chiến binh thực sự tại Đại học Columbia, Peter Parker thấy mình đang ở giữa tình trạng bất ổn tương tự tại Đại học Empire State của mình.... Peter phải dung hòa thiện cảm tự nhiên của mình dành cho sinh viên với nghĩa vụ giả định của anh ấy là chống lại tình trạng vô pháp luật với tư cách là Người Nhện. Là một người theo chủ nghĩa tự do tôn trọng luật pháp, anh ấy thấy mình bị mắc kẹt giữa chủ nghĩa cánh tả hiếu chiến và những người bảo thủ giận dữ.:234–235

## Sức mạnh, kỹ năng và trang bị
Peter Parker có sức mạnh và khả năng siêu phàm của loài nhện bắt nguồn từ những đột biến do vết cắn của một con nhện mang phóng xạ. Kể từ câu chuyện gốc Lee-Ditko, Người Nhện đã có khả năng bám vào tường. Điều này đã được suy đoán dựa trên sự tương tác phụ thuộc vào khoảng cách giữa cơ thể anh ta và các bề mặt, được gọi là lực van der Waals, mặc dù trong phim Spider-Man năm 2002, bàn tay và bàn chân của anh ấy được lót bằng những lông mao nhỏ bám theo kiểu chân của một con nhện thật. Các sức mạnh khác của Người Nhện bao gồm sức mạnh siêu phàm, sự nhanh nhẹn và khả năng giữ thăng bằng, và giác quan thứ sáu nhận thức được gọi là "Giác quan Người Nhện" của anh ta, cảnh báo anh ta về nguy hiểm.
Người Nhện có khả năng tự chữa lành rất nhanh, cho phép anh hồi phục sau những vết thương trong trận chiến. Trong hậu quả của cốt truyện "Acts of Vengeance" năm 1989, Người Nhện được cho là có "khả năng phục hồi siêu phàm" giúp tăng tốc độ phục hồi của anh ấy sau sự kiệt sức mà anh ấy phải chịu khi đánh bại Tri-Sentinel.
Ban đầu, nhân vật này được Stan Lee và Steve Ditko hình dung là có năng khiếu về trí tuệ, nhưng các nhà văn sau này đã miêu tả trí tuệ của anh ở mức thiên tài. Sau nhiều năm chiến đấu, Parker đã mài giũa kỹ năng của mình thành một môn võ thuật tương đương với sức mạnh của anh ta. Học thuật xuất sắc, Parker có chuyên môn trong các lĩnh vực khoa học ứng dụng, hóa học, vật lý, sinh học, kỹ thuật, toán học, và cơ học.
Với tài năng của mình, anh  tự may trang phục để che giấu danh tính của mình và anh chế tạo nhiều thiết bị bổ sung cho sức mạnh của mình, đáng chú ý nhất là máy bắn tơ cơ học cho phép anh ta bắn mạng nhện, xoay người với tốc độ cao khắp thành phố, để giúp điều hướng và bẫy kẻ thù bằng mạng nhện của mình, cũng như bằng tín hiệu nhện như đèn pin và đèn hiệu cảnh báo tội phạm. Các nhà khoa học của Thomas Fireheart, một trong những nhà khoa học giỏi nhất thế giới, không thể tái tạo chất lỏng Parker tạo ra khi còn học trung học.

## Nhân vật phụ

Người Nhện đã có rất nhiều nhân vật được kết nối trong thời gian đầu. Một bìa biến thể của The Amazing Spider-Man (vol. 3) #1 mô tả đầu của những kẻ thù của Người Nhện đằng sau Người Nhện (được vẽ bởi Kevin Maguire) như được hiển thị ở giữa.

Người Nhện đã có rất nhiều nhân vật phụ được giới thiệu trong truyện tranh, những nhân vật này rất cần thiết trong các vấn đề và cốt truyện mà anh ấy đóng vai chính. Sau khi cha mẹ anh qua đời, Peter Parker được nuôi dưỡng bởi người dì yêu thương của mình, May Parker, và chú và cha của anh ấy, Ben Parker. Sau khi chú Ben bị sát hại bởi kẻ cướp, dì May gần như là gia đình duy nhất của Peter, và bà và Peter rất thân thiết.
J. Jonah Jameson là chủ tòa soạn Daily Bugle và sếp của Peter Parker. Là một người phê bình gay gắt Người Nhện, ông ta liên tục đăng những bài báo tiêu cực về siêu anh hùng trên tờ báo của mình. Mặc dù đóng vai trò là biên tập viên và người bạn tâm tình của Jameson, Robbie Robertson luôn được miêu tả là người ủng hộ cả Người Nhện và bản ngã thay thế của anh ấy là Peter Parker.
Eugene "Flash" Thompson thường được miêu tả là kẻ hành hạ và bắt nạt thời trung học của Peter Parker, người thần tượng Người Nhện, nhưng không biết rằng Người Nhện chính là Peter Parker. Các số truyện tranh sau đó, anh trở thành bạn của Peter và nhận danh tính siêu anh hùng của riêng mình, Agent Venom, sau khi hợp nhất với symbiote Venom. Trong khi đó, Harry Osborn, con trai của Norman Osborn, thường được công nhận là bạn thân nhất của Peter, mặc dù một số phiên bản miêu tả anh ta là đối thủ của mình.

## Trên các phương tiện truyền thông khác
Người Nhện đã xuất hiện trong truyện tranh, phim hoạt hình, phim ảnh, trò chơi điện tử, sách tô màu, tiểu thuyết, đĩa hát, sách thiếu nhi và chuỗi công viên chủ đề. Trên truyền hình, lần đầu tiên anh đóng vai chính trong loạt phim hoạt hình ABC Spider-Man (1967–1970), Spidey Super Stories (1974–1977) trên PBS, và loạt phim người đóng của CBS The Amazing Spider-Man (1978–1979), với sự tham gia của Nicholas Hammond. Loạt phim hoạt hình khác có siêu anh hùng bao gồm cung cấp thông tin Spider-Man (1981–1982), Spider-Man and His Amazing Friends (1981–1983), Fox Kids' Spider-Man (1994–1998), Spider-Man Unlimited (1999–2000), Spider-Man: The New Animated Series (2003), The Spectacular Spider-Man (2008–2009), Ultimate Spider-Man (2012–2017) Spider-Man (2017–2020) của Disney XD, và Spidey and His Amazing Friends (2021–nay).
Một sê-ri tokusatsu có Người Nhện được sản xuất bởi Toei và được phát sóng tại Nhật Bản. Nó thường được gọi bằng cách phát âm tiếng Nhật của nó "Supaidā-Man". Người Nhện cũng xuất hiện trên các ấn bản khác ngoài truyện tranh, bao gồm tiểu thuyết, sách thiếu nhi, và báo comic strip hàng ngày The Amazing Spider-Man, ra mắt vào tháng 1 năm 1977, với phần đầu tiên do Stan Lee viết và vẽ bởi John Romita Sr. Người Nhện đã được điều chỉnh cho phù hợp với các phương tiện khác bao gồm trò chơi, đồ chơi, đồ sưu tầm và các vật kỷ niệm linh tinh, đồng thời đã xuất hiện với tư cách là nhân vật chính trong nhiều trò chơi điện tử và trò chơi máy tính trên hơn 15 nền tảng trò chơi.
Người Nhện được giới thiệu trong bộ ba phim live-action do Sam Raimi đạo diễn và Tobey Maguire đóng vai nhân vật tiêu đề. Phim Spider-Man đầu tiên của bộ ba được phát hành vào ngày 3 tháng 5 năm 2002, tiếp theo là Spider-Man 2 (2004) và Spider-Man 3 (2007). Phần hậu truyện thứ ba ban đầu được lên kế hoạch phát hành vào năm 2011; tuy nhiên, Sony sau đó đã quyết định tái khởi động nhượng quyền thương mại với đạo diễn và dàn diễn viên mới. Phần phim tái khởi động, có tiêu đề The Amazing Spider-Man, được phát hành vào ngày 3 tháng 7 năm 2012, do Marc Webb đạo diễn và Andrew Garfield đóng vai Người Nhện mới. Nó được theo sau bởi The Amazing Spider-Man 2 (2014). Vào năm 2015, Sony và Disney đã thỏa thuận để Người Nhện xuất hiện trong Vũ trụ Điện ảnh Marvel. Tom Holland đã thực hiện ra mắt với vai Người Nhện trong phim MCU Captain America: Civil War (2016), trước khi đóng vai chính trong bộ phim độc lập của anh Spider-Man: Homecoming (2017), đạo diễn bởi Jon Watts. Holland đã thể hiện lại vai Người Nhện của mình trong Avengers: Infinity War (2018), Avengers: Endgame (2019), Spider-Man: Far From Home (2019), và Spider-Man: No Way Home (2021); Maguire và Garfield tiếp tục vai diễn của họ trong phần phim sau. Jake Johnson lồng tiếng cho phiên bản vũ trụ thay thế của Người Nhện trong phim hoạt hình Spider-Man: Into the Spider-Verse, và đóng lại vai diễn trong phần tiếp theo của nó Spider-Man: Across the Spider-Verse (2023). Chris Pine cũng lồng tiếng cho một phiên bản khác của Peter Parker trong Into the Spider-Verse.
Sau một tranh chấp hợp đồng ngắn về các điều khoản tài chính, vào năm 2019, Sony và Disney đã đạt được thỏa thuận cho phép Người Nhện quay trở lại MCU, với việc hai hãng phim cùng sản xuất phim Người Nhện.
Một vở nhạc kịch Broadway, Spider-Man: Turn Off the Dark, bắt đầu xem trước vào ngày 14 tháng 11 năm 2010, tại Nhà hát Foxwoods trên Broadway, với đêm khai mạc chính thức vào ngày 14 tháng 6 năm 2011. Nhạc và lời được viết bởi Bono và The Edge của nhóm nhạc rock U2, với một cuốn sách của Julie Taymor, Glen Berger, Roberto Aguirre-Sacasa. Turn Off the Dark hiện là vở nhạc kịch đắt đỏ nhất trong lịch sử Broadway, với chi phí ước tính 70 triệu USD. Ngoài ra, chi phí hoạt động cao bất thường của chương trình được báo cáo là khoảng 1,2 triệu đô la mỗi tuần.
Trong mỹ thuật, và bắt đầu từ thời kỳ Pop Art và liên tục kể từ những năm 1960, nhân vật Người Nhện đã được nhiều nghệ sĩ thị giác "chiếm đoạt" và đưa vào tác phẩm nghệ thuật đương đại, hầu hết đặc biệt bởi Andy Warhol, Roy Lichtenstein, Mel Ramos, Dulce Pinzon, Mr. Brainwash, F. Lennox Campello, Vijay, và những người khác.